# Economia dell'Africa
L'economia dell'Africa, o l'insieme delle attività economiche e delle risorse umane del continente, è difficile da descrivere. Il continente è, per certi versi, ricco di risorse naturali, idriche, forestali, minerarie, energetiche (petrolio e gas naturale), ma queste sono mal distribuite sull'intero territorio oppure non coinvolgono la popolazione locale nel ricavo economico dell'indotto.

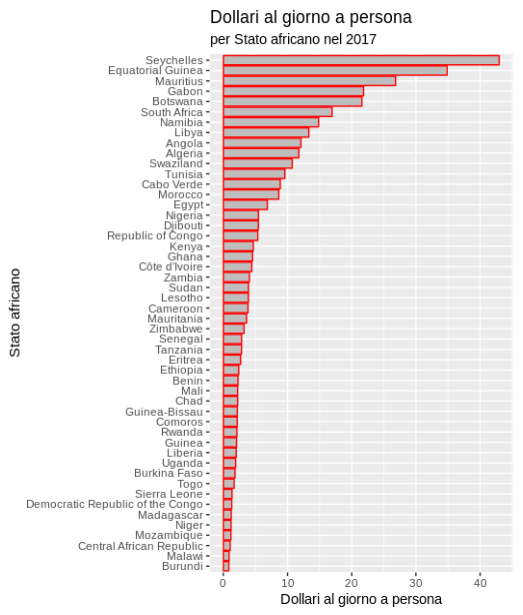
[https://www.imf.org/external/pubs/ft/weo/2018/01/weodata/weorept.aspx?pr.x=36&pr.y=17&sy=2016&ey=2017&scsm=1&ssd=1&sort=country&ds=.&br=1&c=512,946,914,137,612,546,614,962,311,674,213,676,911,548,193,556,122,678,912,181,313,867,419,682,513,684,316,273,913,868,124,921,339,948,638,943,514,686,218,688,963,518,616,728,223,836,516,558,918,138,748,196,618,278,624,692,522,694,622,142,156,449,626,564,628,565,228,283,924,853,233,288,632,293,636,566,634,964,238,182,662,359,960,453,423,968,935,922,128,714,611,862,321,135,243,716,248,456,469,722,253,942,642,718,643,724,939,576,644,936,819,961,172,813,132,726,646,199,648,733,915,184,134,524,652,361,174,362,328,364,258,732,656,366,654,734,336,144,263,146,268,463,532,528,944,923,176,738,534,578,536,537,429,742,433,866,178,369,436,744,136,186,343,925,158,869,439,746,916,926,664,466,826,112,542,111,967,298,443,927,917,846,544,299,941,582,446,474,666,754,668,698,672&s=NGDPDPC&grp=0&a#download dati forniti dal IMF

Delle 54 nazioni che formano il continente – a cui vanno aggiunti alcuni territori appartenenti a nazioni europee – 25 appaiono tra i paesi più poveri della Terra. Allo stesso tempo, alcune nazioni hanno livelli di vita paragonabili a quelli occidentali (Sudafrica). Alcuni paesi dove la popolazione ha un livello di vita estremamente basso, sono ricchi di risorse il cui valore di mercato è infinitamente superiore a quello del prodotto interno lordo. Inoltre, il livello di povertà assoluta – da anni ormai comparato all'introito di un dollaro USA al giorno per persona – può dare risultati contrastanti. In alcune aree, questa è una cifra più che sufficiente per condurre una vita normale, altrove, anche all'interno dello stesso paese, è assolutamente insufficiente anche solo per i bisogni di base di una persona.
| Stato africano                   | Dollari al giorno a persona |
| -------------------------------- | --------------------------- |
| Seychelles                       | 42,98                       |
| Guinea Equatoriale               | 34,87                       |
| Mauritius                        | 26,83                       |
| Gabon                            | 21,84                       |
| Botswana                         | 21,58                       |
| Sudafrica                        | 16,93                       |
| Namibia                          | 14,83                       |
| Libia                            | 13,31                       |
| Angola                           | 12,08                       |
| Algeria                          | 11,76                       |
| Swaziland                        | 10,73                       |
| Tunisia                          | 9,58                        |
| Capo Verde                       | 8,87                        |
| Marocco                          | 8,63                        |
| Egitto                           | 6,85                        |
| Nigeria                          | 5,46                        |
| Gibuti                           | 5,45                        |
| Repubblica del Congo             | 5,36                        |
| Kenya                            | 4,66                        |
| Ghana                            | 4,56                        |
| Costa d'Avorio                   | 4,43                        |
| Zambia                           | 4,05                        |
| Sudan                            | 3,91                        |
| Lesotho                          | 3,90                        |
| Camerun                          | 3,84                        |
| Mauritania                       | 3,61                        |
| Zimbabwe                         | 3,22                        |
| Senegal                          | 2,84                        |
| Tanzania                         | 2,83                        |
| Eritrea                          | 2,68                        |
| Etiopia                          | 2,39                        |
| Benin                            | 2,28                        |
| Mali                             | 2,22                        |
| Ciad                             | 2,22                        |
| Guinea-Bissau                    | 2,18                        |
| Comore                           | 2,16                        |
| Ruanda                           | 2,11                        |
| Guinea                           | 2,05                        |
| Liberia                          | 2,00                        |
| Uganda                           | 1,92                        |
| Burkina Faso                     | 1,82                        |
| Togo                             | 1,67                        |
| Sierra Leone                     | 1,35                        |
| Repubblica Democratica del Congo | 1,31                        |
| Madagascar                       | 1,23                        |
| Niger                            | 1,21                        |
| Mozambico                        | 1,18                        |
| Repubblica Centrafricana         | 1,06                        |
| Malawi                           | 0,89                        |
| Burundi                          | 0,86                        |

## Storia
L'Africa è stata la culla di grandi civiltà. In epoca pre-romana, l'Antico Egitto, ma anche il regno nubiano che per un periodo controllò l'Egitto dei faraoni, i regni etiopici e le colonie fenice lungo tutta la costa fino al nord della Mauritania attuale. Il porto di Alessandria, fondato nel 334 a.C., è rimasto il principale nodo di scambio del Mediterraneo per vari secoli. L'Egitto è stato uno dei paesi più sviluppati fino al XIX secolo.
In epoca più recente, i grandi imperi occidentali (Mali, Ghana, Songhai), il regno del Grande Zimbabwe, i regni del Congo e altre simili realtà sono riuscite a dare unità politico economica alle regioni sotto il loro controllo e promuovere lo sviluppo delle popolazioni interessate. Non va dimenticato che durante il medioevo la popolazione etiopica aveva un livello di vita superiore a quello europeo, né che i bronzi della costa orientale dimostrano una tecnica superiore a quella europea dello stesso periodo. È però vero che nel suo complesso l'Africa non ha avuto uno sviluppo tecnologico pari a quello europeo e asiatico, e che le immense ricchezze offerte dal continente sono state l'oggetto di scambio commerciale con l'esterno, con evidente vantaggio di mercanti stranieri. Mercanti e viaggiatori orientali – arabi, persiani, indiani e cinesi – hanno frequentato le coste orientali per secoli e sono penetrati all'interno in cerca di schiavi, materiali preziosi e animali rari.
L'apertura dell'Africa verso l'Occidente è iniziata solo nel XV secolo, con le esplorazioni delle coste da parte dei portoghesi, e le prime esplorazioni dell'interno da parte di avventurieri e schiavisti. Queste attività portarono presto ad un considerevole scambio commerciale con le popolazioni africane occidentali, ma anche al dramma della tratta degli schiavi verso le Americhe.
Più tardi, con il periodo coloniale, le potenze europee hanno cercato di amministrare i nuovi territori per averne un beneficio economico senza investire ingenti somme. È solo dopo gli anni 1930 che le potenze europee hanno iniziato ad investire in Africa e a dirigere dei piani di sviluppo. Le economie africane hanno subito una forte accelerazione negli anni 50 del XX secolo. La ricostruzione industriale in Europa, le nascenti economie asiatiche, il nuovo sviluppo industriale americano avevano una fame insaziabile di materie prime, che il continente poteva offrire a basso costo. Non si è trattato quindi di un'economia che produceva nuova ricchezza, di uno sviluppo industriale e agricolo che desse nuovi posti di lavoro, ma piuttosto di sfruttamento minerario senza un ritorno immediato nella crescita delle colonie.
Con l'avvento delle indipendenze, vi era la speranza che le nuove nazioni africane potessero giungere presto all'autosufficienza. Questo non è avvenuto, si è visto anzi proprio il contrario. Senza un parco industriale moderno ed efficiente, con un'agricoltura per lo più votata a coprire il fabbisogno locale, con una crescita demografica senza precedenti, le economie africane sono di fatto retrocesse. Nel 1970, secondo i calcoli della Banca Mondiale, il 10% dei poveri del mondo viveva in Africa. Nel 2000 questi erano cresciuti al 50%. Nello stesso periodo la crescita degli introiti medi è stata negativa (-200 US$ per anno).
I paesi africani si sono fortemente indebitati, incoraggiati dalle istituzioni finanziarie controllate dall'ONU. I fondi non sono stati investiti per lo sviluppo, o non hanno dato i risultati sperati. Agli inizi degli anni 1990 era ormai chiaro che i paesi africani non erano in grado di ripagare i debiti e che il servizio del debito stava bloccando la crescita dei vari paesi. Negli ultimi anni, vari paesi africani si sono visti condonare il debito verso la Banca Mondiale e verso alcuni paesi occidentali (Club di Parigi). La situazione rimane comunque difficile da gestire.

## Settori economici
L’Africa, pur ricca di risorse naturali (petrolio, gas, minerali, terreni coltivabili), vive una condizione di grave povertà. Il PIL pro capite e l’ISU sono tra i più bassi al mondo e il 40% della popolazione vive sotto la soglia di povertà.
Le principali cause sono lo sfruttamento coloniale, il land grabbing e l’uso delle risorse per esportazioni invece che per il fabbisogno locale. Il settore minerario, ricco di diamanti, oro e rame, è controllato da multinazionali straniere, mentre l’industria locale è poco sviluppata per mancanza di investimenti.
Nel settore terziario, servizi come scuola e sanità soffrono di corruzione, ma il turismo nei parchi naturali e nelle riserve rappresenta una fonte importante di reddito per il continente.

### Settore minerario
L'Africa esporta minerali e petrolio, le due produzioni con il più alto coefficiente di ritorno finanziario. Oro, diamanti, rame si trovano in gran quantità in molti paesi dell'Africa Occidentale e Australe. Il petrolio è oggi pompato dai pozzi di tutta la fascia saheliana, in Nigeria e lungo le coste occidentali, in Egitto e Libia al nord, e nel sud Sudan. Giacimenti si trovano nel nord e sulle coste del Kenya, lungo la Rift Valley al confine tra Uganda e Repubblica Democratica del Congo. È possibile che vi siano giacimenti sfruttabili commercialmente lungo le coste somale.
Molto importanti sono i giacimenti di coltan, nella Repubblica Democratica del Congo, minerale necessario alla produzione di prodotti elettrici. Sono molti i depositi di oro, ferro, bauxite, rame, carbone, titanio, uranio e altri minerali non ancora sfruttati.

### Settore manifatturiero
L'Africa è il continente meno industrializzato. Sudafrica, Egitto e i paesi magrebini in genere presentano una struttura industriale adatta sia alla produzione per i mercati locali che alla esportazione.
In Sudafrica ci sono varie aziende che hanno assunto una rilevanza mondiale. Tra queste la South African Brewery (SAB) che con una continua politica di acquisizioni in tutto il mondo è attualmente il primo produttore mondiale di birra. Controlla vari marchi tra cui Castle, marchio storico del gruppo e leader in Sudafrica, ma è anche proprietaria di molti marchi in Europa (in Italia controlla la Peroni), Asia, Americhe.
Un'altra grande realtà industriale sudafricana è il gruppo Mondi, tra i più importanti produttori mondiali di cellulosa, carta patinata per riviste e imballaggi in carta.
Tra gli altri paesi, Kenya e Nigeria hanno una produzione a livello regionale. Tutti gli altri paesi hanno parchi industriali generalmente vecchi e adatti per lo più alla produzione locale, solitamente sotto contratto di licenza da aziende straniere. Molti sono i processi industriali inquinanti (ad esempio, la preparazione dell'alluminio in Mozambico e del titanio in Kenya) che vengono fatti in Africa, con esportazione e lavorazione del prodotto finito in altri continenti.
Il settore occupa circa il 15% della forza lavoro a livello continentale.

### Settore finanziario
In tutti i paesi subsahariani il settore finanziario è dominato da istituti multinazionali. Banche e istituti finanziari locali sono considerati poco attendibili, instabili e in genere insolvibili in caso di crisi economica. Le industrie e le compagnie investitrici si appoggiano solitamente su banche internazionali, e con conti in valuta estera. L'euro sta prendendo il posto del dollaro statunitense in molte transazioni, mentre il dollaro rimane la divisa di riferimento per le agenzie dell'ONU.
I capitali africani vengono investiti per il 60% nel continente e per il 40% all'estero. Tra le divise locali, il Franco Centro Africano – moneta comune a molti paesi ex colonie francesi – è legato all'euro; il rand sudafricano è riconosciuto internazionalmente, mentre le altre divise hanno valore solo locale.

### Settore terziario
Il settore terziario (servizi e turismo) è in crescita in tutti i paesi che godono di risorse naturali accessibili e di buona stabilità politica, specie nelle grandi città (Sudafrica, Namibia, Kenya, Egitto, Marocco e Etiopia).

## Cause del mancato sviluppo

### Questioni di base sulla povertà africana
Le ragioni della povertà di molti paesi africani sono molte e complesse. Il colonialismo, prima, e il processo di decolonizzazione poi, hanno bloccato lo sviluppo naturale delle società africane, hanno spesso fatto retrocedere i processi produttivi, hanno creato barriere al libero movimento di persone e cose. I primi governi indipendenti hanno inoltre ceduto al dispotismo e alla corruzione rampante, aggravando la situazione e impedendo l'utilizzo delle risorse, spesso ingenti, che avrebbero potuto dare una forte spinta allo sviluppo economico. Alcuni economisti fanno inoltre notare che i processi di miglioramento economico hanno una parte tecnologica facilmente acquisibile, mentre il fattore umano richiede invece tempi lunghi per l'assimilazione e il mutamento. L'Africa non avrebbe avuto ancora il tempo di assimilare processi culturali tali da favorire uno sviluppo rapido.
Questa visione ha il merito di sottolineare la non linearità dello sviluppo umano e la necessità di uno sviluppo equilibrato in paesi emergenti, proprio per permettere a tutta la popolazione di accedere ad un più alto tenore di vita. Oggi questo non succede nella maggioranza dei paesi dove una minoranza detiene il controllo delle risorse mentre la maggioranza non migliora la sua posizione sociale.
Un esempio è il Kenya. Terza economia dell'Africa subsahariana – dopo Sudafrica e Nigeria – il Kenya ha visto ritmi di crescita molto sostenuti. Negli ultimi cinque anni (2002-2007) il paese è cresciuto dal 3,5 al 6,5 % annuo. In Kenya, il 2% della popolazione detiene il controllo del 60% delle risorse, mentre il 15% appartiene alla classe media e il rimanente 83% vive sotto il livello virtuale di povertà. La divisione della nuova ricchezza ha lasciato la maggioranza nella stessa situazione di un quinquennio fa.
La povertà dilagante ha effetti negativi sulla società. Negli ultimi anni tutti i paesi dell'Africa subsahariana hanno registrato l'abbassamento dell'età media – dovuto anche all'emergenza AIDS e al ritorno di malattie come la tubercolosi -, l'aumento della violenza e della criminalità, e una veloce urbanizzazione con la tendenza all'allargamento delle baraccopoli, dove le tensioni sociali sono in crescita.
Esistono tuttavia aree di forte sviluppo, di distribuzione della crescita in modo trasversale, e anche di successo su larga scala. Questo è vero per i paesi del nord Africa, da anni legati economicamente all'Unione europea e in modo trasversale. È vero anche in alcuni paesi subsahariani.
Il Sudafrica, con il 60% del Prodotto Interno Lordo della regione subsahariana, è un'economia in espansione. Il paese australe è stato capace di compiere una buona transizione dall'economia dell'apartheid e di continuare la crescita, fungendo da volano anche per i paesi vicini. È da notare che i due colossi di lingua portoghese – Mozambico ed Angola – gravitano attorno all'economia sudafricana e stanno migliorando le loro infrastrutture per poter lavorare ancora più in simbiosi con il Sudafrica. Nonostante questo, il Sudafrica deve lavorare ancora per diminuire il tasso di disoccupazione e aumentare la sicurezza sociale. Recenti problemi per la produzione e distribuzione dell'energia elettrica hanno messo in luce il bisogno di una migliore pianificazione dello sviluppo nazionale.
Altre economie di successo sono quelle degli stati isolani di Seychelles, Riunione, Mauritius, e Capo Verde. In modo particolare, il governo di Mauritius è riuscito a manovrare il paese per farlo uscire dalla dipendenza dal mondo agricolo e favorirne l'industrializzazione. Ora il governo promuove la crescita del settore dei servizi e quello delle tecnologie moderne.
I paesi più poveri sono quelli coinvolti in conflitti. Preoccupante la situazione della regione dei Grandi Laghi dove tutti gli indici economici e di sviluppo umani sono crollati negli ultimi anni. Inoltre, i paesi del Sahel hanno subito perdite ingenti dovute alla mancanza di piogge stagionali, alla caduta dei prezzi internazionali di cotone, arachidi e altri prodotti agricoli, e alla dipendenza da monocolture.
Attualmente la maggior parte delle ricchezze in termini di risorse minerarie (petrolio e materie prime) sono in mano a grandi multinazionali estere creando spesso malcontento a livello locale per condizioni di sfruttamento e forme violente di rivolta (es. forza volontaria popolare del Delta del Niger).

### Cause geografiche e climatiche
Le barriere geografiche – il più grande e caldo deserto (Deserto del Sahara) e la seconda più grande foresta tropicale del mondo sono in Africa – spesso impediscono il libero movimento di beni e servizi. Anche i fiumi, con poche eccezioni – Nilo a tratti, Congo dalla foce fino a Kisangani, Zambesi a tratti - non permettono una buona penetrazione verso l'interno. La mancanza di strade asfaltate di grande percorrenza, e la presenza di piste inaffidabili durante la stagione delle piogge, sono altri fattori che frenano la crescita. Inoltre, molte nazioni sono lontane dai porti marini, con conseguenti alti costi di trasporto dei beni producibili localmente.
Anche il clima, che determina le varie aree geografiche (deserto, savana, foreste pluviali, altopiani) non è favorevole essendo l'intera Africa a cavallo di equatore e tropici, con caldo estremo e fenomeni siccitosi. Uno di questi fenomeni (legato ai cambiamenti climatici) è stata la Siccità del Sahel negli anni 70 e anni 80 del XX secolo che ha causato oltre un milione di morti per la conseguente carestia. Laddove possibile (es. coste) l'agricoltura è comunque sfavorita dalla bassa produttività/fertilità o resa agricola dei suoli a causa anche delle scarse risorse idriche.
Occorre però dire che le infrastrutture internazionali sono diventate una priorità per molti paesi. La costruzione di un ponte sul fiume Ruvuma, tra Mozambico e Tanzania, permetterà di unire l'Africa Australe a quella Orientale con strade asfaltate e adatte al passaggio di mezzi pesanti, con conseguente sviluppo del commercio regionale. L'ampliamento dell'oleodotto che collega Mombasa a Kisumu, in Kenya, permetterà un migliore approvvigionamento di oli e lubrificanti a tutta la regione dei Grandi Laghi. La promessa asfaltatura della strada transafricana tra Isiolo e Moyale permetterà di collegare l'Etiopia al sistema stradale dell'Africa Orientale. Simili progetti sono in corso tra Nigeria e i paesi confinanti.

### Cause storiche
Sebbene non sia corretto addossare tutte le colpe dello stato attuale dell'Africa al colonialismo, è indubbio che la spartizione dell'Africa tra le potenze europee e le strutture messe in atto nei vari paesi hanno gravemente influito sulla mancanza di sviluppo. Molti popoli sono stati divisi fra due, tre stati. È il caso dei Luo (Uganda, Tanzania, Kenya), degli Acholi (Uganda, Sudan), degli Tswana (Sudafrica, Botswana) ecc. Questo processo fu fatto intenzionalmente per dividere i popoli e controllare meglio il loro movimento. Così facendo si sono anche disturbate le linee di commercio sviluppatesi negli anni. Si è anche introdotto il pericoloso termine di paragone etnico. La tensione etnica, fattore già presente nelle culture locali in molte regioni africane, è stata usata ad arte per dividere le nazioni e permettere un migliore controllo sociale. La ricaduta è stata quella di una più profonda divisione interna anche nelle nuove nazioni indipendenti.
Le economie locali sono state organizzate verso l'esportazione di materie prime, e non sulla loro trasformazione per la vendita di un prodotto finito. Questo non ha aiutato lo sviluppo di un'economia locale capace di imporre il valore della propria produzione sul mercato internazionale. Sulla stessa linea, la produzione di monoculture – sviluppo imposto in epoca coloniale- cotone in Africa Occidentale, caffè e tè in Africa Orientale, hanno esposto i paesi produttori ai capricci di mercato. Infatti, il valore di questi prodotti non è deciso alla produzione, ma dalle borse di Londra, New York e Amsterdam.
Non vanno però dimenticate le cause locali. Il tipo di processi decisionali e la disponibilità delle forze politiche a rispettare la legislazione decisa dalle autorità del paese hanno determinato la mancata crescita di molti paesi. In pratica, molti presidenti hanno applicato metodologie e strutture di potere tradizionali a livello nazionale. Questo ha solo favorito la cleptocrazia, la corruzione, il nepotismo. Immense fortune sono state distribuite alle classi dirigenti, senza pensare allo sviluppo del paese e impoverendo le strutture nazionali. Di qui la perdita di potere d'acquisto delle masse più povere.
Le potenze coloniali hanno, in alcuni casi, tentato di migliorare la loro presenza durante gli ultimi anni del colonialismo. Questo è stato fatto dotando i vari paesi di strutture che sarebbero servite per lo sviluppo futuro, e preparando piani di sviluppo economico. L'aumento demografico ha però reso del tutto inadeguate queste misure. Nairobi, capitale del Kenya, venne progettata per crescere nei decenni a venire e ospitare fino a duecentomila persone. Si stima che la popolazione di Nairobi abbia ormai superato i 4 milioni, e si avvicini ai 6 milioni se si considerano le città satelliti ormai alla periferia della città. Esclusi pochi casi (Botswana, Sudafrica) lo sviluppo delle infrastrutture è in netto ritardo rispetto ai bisogni, soffocando lo sviluppo possibile.

### Cause legate alla salute
Uno dei drammi che colpiscono i paesi africani è la vasta diffusione dell'infezione HIV/AIDS, la difficoltà di superare il problema posto da malaria, tubercolosi e virus Ebola, la poca disponibilità di personale medico ed infermieristico preparato al di fuori delle grandi zone urbane. L'HIV/AIDS ha colpito duramente le fasce più produttive e spesso quelle meglio preparate dal punto di vista intellettuale. La malaria continua ad essere la singola causa più alta di morte nelle zone subsahariane, specialmente per i bambini sotto i 5 anni di età.
Pochi paesi africani possono permettersi di fornire gratuitamente medicine antiretrovirali per combattere l'HIV/AIDS, e quelli che lo fanno devono dedicare quasi tutto il bilancio sanitario a questo programma, con gravi conseguenze per gli altri settori. La produzione di medicine generiche è ancora lontana dal sopperire al mercato interno, mentre molte medicine necessarie a contenere le malattie più gravi devono essere importate o prodotte sotto licenza, con conseguenti alti costi per la popolazione locale.

### Conflitti e instabilità politica
Negli ultimi 15 anni, si sono combattute più guerre in Africa che non nel resto del mondo creando una forte instabilità politica che si ripercuote inevitabilmente anche sullo sviluppo economico. Guerre tra stati e guerre civili hanno distrutto le infrastrutture, deviato l'uso di ingenti capitali dallo sviluppo, creato barriere e inimicizie che bloccano il libero commercio e limitano la crescita. Il Sudan non ha conosciuto pace – se non per brevi periodi - sin dall'indipendenza. La Somalia non ha un governo da due decenni e l'insicurezza nel paese è totale. L'Uganda convive con una guerra civile da due decenni. La lista potrebbe continuare.
Le guerre si sono dimostrate una buona fonte di finanziamento per alcuni – vendita di armamenti, mercato illegale di materie prime – ma un terribile fardello da portare per i più poveri.

### Traffico di valuta
Nel febbraio 2024, a seguito di un traffico su vasta scala di dispositivi monetari, l'Unione monetaria dell'Africa occidentale (UEMOA) e la Comunità economica e monetaria dell'Africa centrale (CEMAC), responsabili della gestione monetaria della zona del franco CFA, e la Banca di Francia, che produce monete in franchi CFA, vogliono dotare le monete in franchi CFA di una nuova lega che garantisca la sicurezza del circuito monetario della zona del franco CFA. Secondo l'International Copper Study Group (ICSG), il metallo utilizzato per fabbricare monete in franchi CFA è apprezzato per il suo valore di mercato. La Comunità economica e monetaria dell'Africa centrale ha avviato le prime indagini nel 2019, dopo aver constatato la scomparsa dei primi dispositivi monetari in franchi CFA all'interno dell'organizzazione.

## Trattato di Libero Commercio Continentale Africano
Il 7 luglio 2019, 54 Paesi membri dell'Unione Africana, con l'unica eccezione dell'Eritrea, hanno completato la ratifica dell'Accordo continentale africano di libero scambio (AfCFTA l'acronimo in inglese) che pianifica la nascita del mercato comune africano nel 2025 e dell'unione monetaria nel 2030, secondo la tabella di marcia già fissata dal programma di sviluppo continentale Agenda 2063, firmato ad Addis Abeba a maggio del 2013.
L'accordo prevede lo sviluppo di infrastrutture per il trasporto, l'energia e le telecomunicazioni, ed una "strategia africana sulle commodity" per il rilancio della manifattura, mirato al contrasto dello sfruttamento della manodopera e delle risorse naturali (land grabbing) nei Paesi dell'Africa subsahariana.